# Nguyễn Ngọc Kiều Duy
Nguyễn Ngọc Kiều Duy (sinh ngày 21 tháng 12 năm 2003) là một nữ người mẫu và hoa hậu người Việt Nam. Cô là người đầu tiên đăng quang Hoa hậu Quốc gia Việt Nam 2024 và sẽ đại diện Việt Nam tại Hoa hậu Quốc tế 2025. Trước đó, cô cũng từng đăng quang Người đẹp Tây Đô 2023 và Hoa khôi Đại học FPT Cần Thơ 2022.

## Tiểu sử
Kiều Duy sinh năm 2003 tại Vĩnh Long, cô hiện đang học năm cuối ngành Ngôn Ngữ Anh tại Trường Đại học FPT.
Trước khi lấn sân sang mảng hoa hậu, cô từng 2 lần đoạt Giải 3 hùng biện tiếng Anh tỉnh Vĩnh Long, Kiều Duy có niềm đam mê các môn thể thao. Cô từng gặt hái được một số thành tích như: Huy chương vàng Hovilo Games 2022 môn Bóng chuyền; Huy chương Đồng Thái cực đơn đao; Huy chương bạc Hội khỏe Phù đổng tỉnh Vĩnh Long môn Bóng chuyền (2020 - 2021); Giải nhì đối kháng Taekwondo mở rộng...

## Sự nghiệp

### Hoa khôi Đại học FPT Cần Thơ 2022
Năm 2022, khi lần đầu lấn sân sang cuộc thi sắc đẹp cấp trường, Kiều Duy đăng quang cuộc thi Hoa khôi tại trường khi đang là sinh viên năm thứ 2.

### Người đẹp Tây Đô 2023
Vào ngày 23/12, cô chính thức đăng quang cuộc thi Người đẹp Tây Đô 2023 được diễn ra tại Công viên Sông Hậu (TP.Cần Thơ). Trong thời gian đương nhiệm Hoa khôi Người đẹp Tây Đô 2023, Kiều Duy cũng rất tích cực tham gia hoạt động quảng bá du lịch tại Cần Thơ với vai trò “Đại sứ truyền thông” của “Lễ hội Bánh dân gian Nam bộ 2024” và góp mặt trong MV chúc Tết Nguyên đán 2024, video quảng bá, xúc tiến du lịch của thành phố. 

### Hoa hậu Quốc gia Việt Nam 2024
Cô là người đầu tiên đăng quang cuộc thi Hoa hậu Quốc gia Việt Nam 2024, đây là cuộc thi cấp quốc gia đầu tiên của cô.

### Hoa hậu Quốc tế 2025
Sau khi đăng quang Hoa hậu Quốc gia Việt Nam 2024, Kiều Duy chính thức kế nhiệm Hoa hậu Quốc tế 2024 Huỳnh Thị Thanh Thủy đại diện Việt Nam tại Hoa hậu Quốc tế 2025 diễn ra tại Nhật Bản.